# Batalla de Dettingen
La batalla de Dettingen va tenir lloc el 27 de juny de 1743 en la localitat alemanya de Dettingen (avui coneguda com a Karlstein am Main), a Baviera, en el marc de la Guerra de Successió Austríaca.
Les tropes anglo-hannoverianes, recolzades per les austríaques, totes elles sota el comandament del rei anglès Jordi II, van derrotar a les tropes franceses, sota el comandament del duc Adrien Maurice de Noailles, conegut també com el Mariscal de Noailles.

## Fets anteriors
Les tropes bavareses acabaven de sofrir una severa derrota a mans dels aliats en les rodalies de Braunau el 9 de maig de 1743. Envalentits, els aliats estaven reunint un exèrcit d'uns 50.000 homes sota el comandament del rei Jordi II, que es va unir a les tropes enmig de grans celebracions. Amb ell viatjava el seu fill favorit, Guillem August de Cumberland.
Els francesos, comandats per Adrien Maurice de Noailles, s'havien reunit en el curs mitjà del Rin per conjurar aquesta nova amenaça. Noailles va tallar la ruta entre els rius Rin i Main, per la que els aliats rebien subministraments des de Flandes, deixant a les tropes de Jordi II sense queviures frescos durant més d'una setmana.
Així doncs, el monarca anglès va decidir retirar-se cap a l'oest, per la carretera entre Hanau i Frankfurt, per la ribera nord del riu Main, quan a l'altura de Dettingen els seus exploradors el van informar que de nit, els francesos del duc de Grammont havien creuat el riu construint un pont amb barques i havien ocupat la vila, bloquejant l'avanç.

## La Batalla
La presència dels francesos va agafar els aliats per sorpresa. Preparant-se per la batalla, les tropes britàniques, austríaques i de Hannover van formar una línia amb el riu Main a l'esquerra i els turons Spessart a la dreta. Per la seva banda, el plan del duc de Noailles era mantenir les forces de Grammont defensant Dettingen per detenir l'avanç aliat i al mateix temps, fer retrocedir una secció del seu exèrcit cap a Aschaffenburg i creuar a la rereguarda dels aliats. Així confiava atrapar Jordi II entre les seves dues forces i fer-lo presoner.
Malgrat tot, aquest moviment de tropes va obstaculitzar el foc de l'artilleria francesa, que disparava contra la cavalleria britànica des del sud del riu. Els aliats, veient el moviment enemic, també van enviar diverses unitats cap a la seva rereguarda.

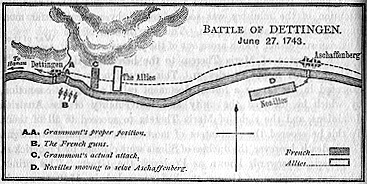
Plànol de la batalla.

Un cop els aliats van completar la seva formació i malgrat les ordres de Noailles de defensar Dettingen, Grammont va sortir de la vila per atacar, ordenant un assalt que aparentment va ser extremadament desordenat. La carrega de cavalleria fou seguida per la infanteria, però ambdues foren repel·lides per la línia aliada. Els francesos foren llavors víctimes del pànic i es retiraren precipitadament, deixant enrere la vila de Dettingen i creuant el Main pels ponts de barques, alguns dels quals no soportaren el pes dels soldats i s'enfonsaren matant-ne molts.
Els aliats no van perseguir l'enemic en desbandada, sinó que van seguir la seva ruta cap a Hanau.

## Fets destacats
- Aquesta batalla fou l'última ocasió en què un rei britànic va manar personalment a les seves tropes en el camp de batalla, i el record de la mateixa es manté encara viu en la Reial Acadèmia de Sandhurst.
- Guillem August de Cumberland fou ferit de bala en una cama.
- Entre les tropes britàniques es trobaven James Wolfe, que anys més tard capturaria Quebec, i Jeffrey Amherst, conqueridor del Canadà francès.
- En record d'aquesta victòria, el compositor Händel va compondre la seva obra Dettingen Et Deum.

## Conseqüències
El 13 de setembre, Carles Manuel III de Sardenya, Maria Teresa d'Àustria i Gran Bretanya van acordar el Tractat de Worms, destinat a expulsar Espanya d'Itàlia. Els austríacs van cedir tots els seus territoris a l'oest del riu Ticino i el llac Major, juntament amb terres al sud del riu Po a canvi de la renúncia a la pretensió de Carles Manuel a l'estratègic Ducat de Milà, va garantir la Pragmàtica Sanció i va proporcionar 40.000 soldats, pagats per Gran Bretanya. França i Espanya van respondre amb el Segon Pacte de Família a l'octubre, i Lluís XV de França va començar plans per envair els Països Baixos austríacs. L'any va acabar amb Saxònia acordant un pacte de defensa mútua amb Àustria, deixant Prússia aïllada i enfrontant-se a una nova ofensiva mentre Maria Teresa buscava recuperar Silèsia.